# Geneviève Fauconnier

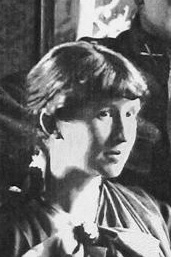
Geneviève Fauconnier (1914)

Geneviève Fauconnier (* 3. Januar 1886 in Barbezieux, Département Charente; † 11. Dezember 1969 in Saint-Palais-de-Négrignac, Département Charente-Maritime) war eine französische Schriftstellerin.

## Leben
Fauconnier war eine Tochter des Geschäftsmannes Carles Fauconnier (1838–1901) und dessen Ehefrau Mélanie Hochon (1849–1933). Sie hatte drei Schwestern und drei Brüder, darunter den Schriftsteller Henri Fauconnier (1879–1973).
Sie absolvierte ihre Schulzeit in Angoulême und kehrte anschließend wieder in ihr Elternhaus zurück. 1909 war ihr Bruder Henri beruflich in British Malaya unterwegs und wohnte dort für längere Zeit in Kuala Lumpur bei der Familie „van den Berg“. Der belgische Kaufmann René van den Berg (1891–1962) betreute mehrere Kautschuk-Plantagen und legte damit den Grundstock der „Sociétè Financière des Caoutchoucs“. 1910 reiste Fauconnier auf Einladung ihres Bruders nach British Malaya und machte auch die Bekanntschaft von René van den Berg. 1915 heiratete sie ihn in Kuala Lumpur und hatte mit ihm eine Tochter und vier Söhne.
Nach dem Ersten Weltkrieg kehrte das Ehepaar nach Frankreich zurück und ließ sich in Fontenay-aux-Roses (Département Hauts-de-Seine) nieder. Ihr Ehemann gründete eine Buchhandlung am Boulevard du Montparnasse 20 im Pariser Quartier Latin und sie kümmerte sich um die gemeinsamen Kinder und begann mit ersten literarischen Versuchen. 
1926 ließ sich Fauconnier zusammen mit ihren Kindern im Département Charente-Maritime nieder und verbrachte dort auch die Zeit der deutschen Besetzung. 
Fauconnier zählt zur Groupe de Barbezieux und gehörte 1964 zu den Gründungsmitgliedern der Académie d’Angoumois.
Fauconnier starb 1969 in Saint-Palais-de-Négrignac und fand dort auch ihre letzte Ruhestätte.

## Rezeption
Als eine Art Opus magnum plante Fauconnier ihr Quartett La joie parfaite mit den Titeln „Pastorale“, „Andante“, „Quasi una fantasia“ und „Finale“. Nach mehreren Anläufen und Änderungen wurde der zweite Band unter dem Titel Christine et les micocouliers veröffentlicht. Die projektierten Bände drei und vier blieben unveröffentlicht.

## Auszeichnung
- 1933: Prix Femina für ihren Roman Claude

## Werke (Auswahl)

### Erzählungen
- Noël à travers la vitre. In: Annales politiques et littéraires, Band 102 (1933), Heft 2475, ISSN 1149-4034
- Dans la nuit. In: Revue bleue, Band 72 (1934), Heft 11.
- Electuaire Malayou. In: Revue bleue, Band 72 (1934), Heft 24.
- Races de Barbezieux. In: Les Cahiers de l’Ouest, Band 1 (1954) Heft 2.
- Bergers. In: La revue nouvelle, Band 22 (1955), Heft 12, ISSN 0035-3809

### Romane
- Les trois petits emfamts bleus. Édition „Le croît vif“, Paris 1995, ISBN 2-907967-20-7 (EA Paris 1927, illustriert von ihrer Schwester Marie Fauconnier)
- Micheline à bord du „Nibong“. J. de Gigord, Paris 1932 (illustriert von Marie Fauconnier)
- Claude. Édition „Le croît vif“, Paris 1995, ISBN 2-907967-19-3 (EA  Paris 1933, Vorwort von ihrem Bruder Henri Fauconnier)
- Les étangs de la double. Édition „Le croît vif“, Paris 1995, ISBN 2-907967-18-5.
- La joie parfaite. Stock, Delamain et Boutelleau, Paris

1. Pastorale. 1942 (illustriert von Démetrios Galanis)
2. Christine et les micouliers. 1948.

- Les enfances du Christ. La Palatine, Paris 1956.